# Råbergstjärnen (Råneå socken, Norrbotten)
Råbergstjärnen är en sjö i Bodens kommun i Norrbotten och ingår i Råneälvens huvudavrinningsområde.